# Ivona Jeličová
Ivona Jeličová (* 5. srpna 1981, Brno) je česká tanečnice, baletka a sólistka baletu Národního divadla Brno.

## Život
V dětství dělala spíše atletiku, ale protože ji maminka viděla jako představitelku Giselle, vystudovala Taneční konzervatoř v Brně. Protože nebyla ani moc štíhlá, nebavilo ji to a moc ji to nešlo, chtěla ve 3. ročníku odejít, ale nakonec ji přemluvili rodiče, ať to ještě vydrží. Na konzervatoři byla odrazována, že kvůli tomu, že není úplně hubený typ, by neměla tančit a že nikdy nebude tančit sóla. Proto jí v pátém ročníku oznámili, že by měla odejít. Když dostala na klasiku paní Oščádalová, která jí věřila a která dělala spíše chlapecké silovější tréninky, tak zabrala a začalo ji to bavit. Další motivací bylo, když byla vyslána na taneční soutěž a také i další pedagogové, ve kterých měla podporu. Po vystudování konzervatoře v roce 2000 nastoupila do angažmá do Divadla J. K. Tyla v Plzni jako sólistka baletu. Když byla pozvaná Jaroslavem Slavickým do Brna na ztvárnění Raymondy a následně k hostování v Carmen, začala s Brnem více spolupracovat. Nakonec po devíti sezonách v Plzni přešla do Národního divadla Brno jako sólistka baletu a od sezony 2018/2019 je v divadle první sólistkou baletu.
Během své taneční kariéry si díky své všestrannosti a charakterizační schopnosti zahrála role z klasického i moderního repertoáru, jako byla například Gamzatti v Bajadéře, Myrtha v Giselle, Odetta-Odýlie v Labutím jezeru, Markýza de Merteuil v Nebezpečných známostech, Poznání v Ptáku Ohnivákovi a Aegina v Spartakovi. Byla obsazena do titulních rolí Raymonda, Carmen a v mnoho dalších.
Za svou práci obdržela mnoho cen. V roce 2007 získala prestižní Cenu Philip Morris – Poupě baletu, v soutěžní přehlídce současné taneční tvorby 2011 získala cenu za Nejlepší sólistický výkon a v roce 2016 získala za roli Ona ve Chvění výroční cenu portálu Opera Plus za nejlepší ženský taneční výkon. Byla několikrát nominována na cenu Thálie v oboru balet, pantomima a současný tanec. Za rok 2005 za ztvárnění titulní role v baletu Macbeth, za rok 2006 za Mahulenu v Radúzovi a Mahuleně, za rok 2012 za dvojroli Lucile/Lucidor v inscenaci Lucidor a Arabella a za rok 2016 za roli Ona v baletu Chvění. Byla i v širší nominaci a to v roce 2011 za roli Markýzy de Merteuil v Nebezpečných známostech. Cenu však obdržela za rok 2009 za ztvárnění titulní role v baletu Maryša.